# Вазем, Екатерина Оттовна
Екатери́на О́ттовна Ва́зем (13 [25] января 1848, Москва — 14 декабря 1937, Ленинград) — российская артистка балета, прима-балерина Мариинского театра, балетный педагог. Имя при рождении — Матильда. По первому мужу Гринёва, по второму — Насилова.

## Биография

### Детство, юность, учёба
Екатерина (Матильда) Вазем родилась 13 (25) января 1848 года в Москве.
Катя пришла в Санкт-Петербургское театральное училище в 1857 году маленькой девочкой и зачислена была не как большинство детей за казённый счёт, а в числе нескольких «своекоштных» воспитанников с оплатой обучения по 500 рублей в год, не имеющих ни «казённого содержания», ни «казённого стола». Лишь через шесть лет её перевели на появившееся в училище казённое место. Её педагогами были Л. И. Иванов — в младших классах, А. Н. Богданов — в средних классах и в старшем классе она занималась у французского танцовщика Э. Гюге, работавшего в России с 1848 по 1869 год и воспитавшего плеяду русских классических балерин. В 1867 году окончила Санкт-Петербургское театральное училище.

### На Императорской театральной сцене
По окончании училища была принята в Санкт-Петербургскую балетную труппу Императорских театров, дебютировав 10 сентября 1867 года в балете «Наяда и рыбак» балетмейстера Ж. Перро в партии Наяды (Маттео — П. А. Гердт). Через год добилась успеха, дебютировав в балете «Конёк-Горбунок, или Царь-девица» Артура Сен-Леона, а с 1874 года заняла первое положение в театре. Среди её партнёров по сцене были П. А. Гердт (постоянный партнёр по танцу в школе и на большой сцене), А. Ф. Вергина, А. Н. Кеммерер, К. И. Канцырева, Н. К. Богданова.
В репертуаре Екатерины Оттовны было 22 партии, из которых главные партии некоторых балетов специально для неё были сочинены Мариусом Петипа. В своих «Записках балерины» Е. О. Вазем писала: «За семнадцать лет моего пребывания на сцене я, как выражались в театре, „держала“ всего 28 разных балетов». Среди её ранних партий: сольные танцы — Галя («Золотая рыбка», балетмейстер А. Сен-Леон), «Корсар» (1868, балетмейстеры Ж. Перро и Ж. Мазилье), сольные танцы — «Дочь фараона» (1870, балетмейстер М. И. Петипа; с 1871 года — партия Аспиччии), партия Баттли в балете «Трильби» (балетмейстер М. И. Петипа, 1871), главные роли в балетах «Катарина, дочь разбойника» (1872), «Камарго» (1872).

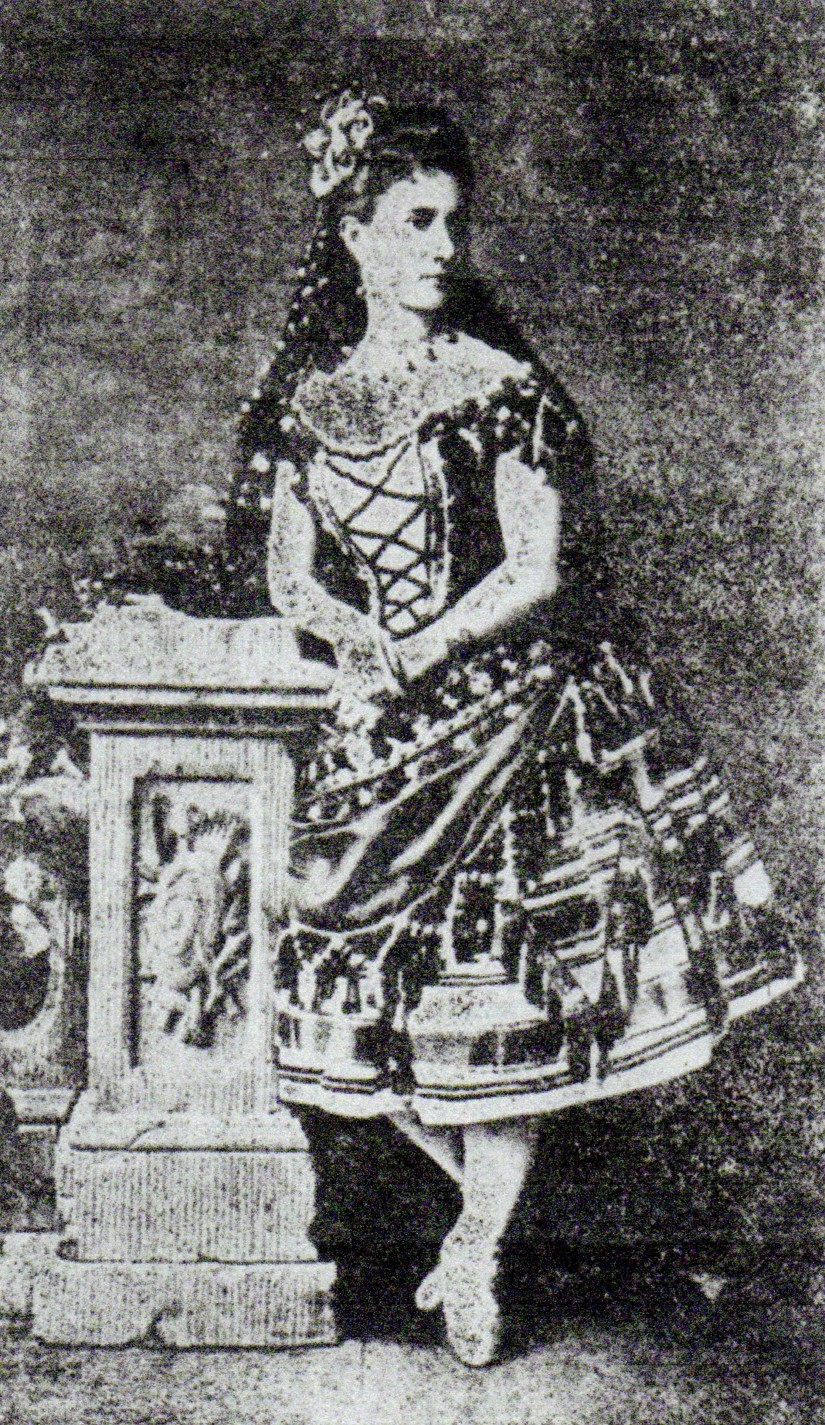
Фото 1881 года

С начала 1870-х годов балерина стала получать собственные бенефисы и постепенно выходит в примы-балерины петербургской сцены. 31 января 1871 года состоялся бенефис трёх артистов: А. Ф. Вергиной, П. А. Гердта и Е. О. Вазем. Для этого тройного бенефиса Мариус Петипа поставил балетный спектакль «Две звезды», нехитрый сюжет которого заключался в том, что Аполлон не может из двух звёзд выбрать лучшую, чтобы присудить ей золотое яблоко, и в итоге делит яблоко пополам. Изображались «Буридановы муки» (или Парисовы, не могущего выбрать самую красивую богиню Олимпа). Аполлона изображал П. А. Гердт, а в образе двух звёзд предстали две балетные звезды — ярые соперницы по сцене.
В 1873 году основным артистам балетной труппы Мариинского театра было повышено жалованье. В балетных хрониках «Наш балет (1673—1899)» за 1873 год критик А. А. Плещеев приводил любопытные факты: «Год закончился приятным для некоторых артистов событием: были увеличены оклады и поспектакльная плата. Так, Вазем вместо 5 руб. разовых назначили 25 руб, Кеммерер вместо 15 руб. — 25 руб., Шапошниковой прибавили 100 руб. к жалованью и назначили 5 руб. разовых…».
Балетное мастерство Екатерины Вазем было безусловным, и вскоре она получила официальные приглашения на балетные сцены Нью-Йорка и Филадельфии. Но Дирекция Императорских театров не отпустила балерину гастролировать в США, предложив взамен выгодные условия: с 1874 года Е. Вазем по выслуге десяти лет заключила контракт на три года с «окладом 6000 рублей и поспектакльных по 35 рублей, ежегодный полубенефис и трёхмесяный отпуск с сохранением содержания». Такая высокая зарплата была не у всех: так, московская прима того же периода Анна Собещанская получала в десять раз меньше — 600 рублей в год, а ставка Людвига Минкуса составляла 4000 в год.
Первый балет, специально поставленный для Вазем — «Бабочка» (1874, балетмейстер М. И. Петипа). И хотя критика оценила постановку довольно холодно, отмечались новаторские идеи балетмейстера и технические возможности исполнительницы.

### Исполненные партии

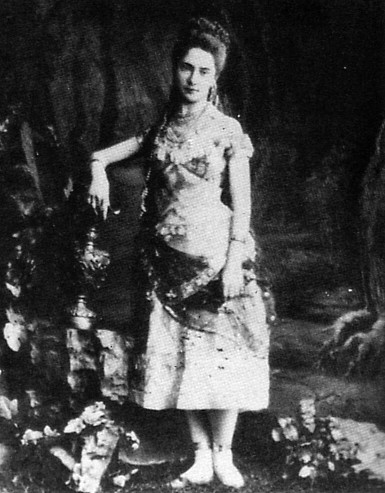
Екатерина Вазем в костюме Никии. Второй акт балета «Баядерка». Санкт-Петербург, 1877

Е. Вазем стала первой исполнительницей партий: «Бабочка» (балетмейстер М. И. Петипа), Анжелла («Бандиты», музыка Людвига Минкуса), Никия («Баядерка», 1877), Дочь снегов («Дочь снегов», 1879, балетмейстер М. И. Петипа), Роксана («Роксана, краса Черногории» (балетмейстер М. И. Петипа), одна из двух звёзд («Две звезды», балетмейстер М. И. Петипа). Среди других ролей: Наяда («Наяда и рыбак», балетмейстер Жюль Перро), Галя («Золотая рыбка», музыка Людвига Минкуса, балетмейстер А. Сен-Леон), Аспиччия («Дочь фараона»), Жизель («Жизель» А. Адана), («Дева Дуная» А. Адана), Пахита («Пахита»), Фенелла («Фенелла» Д.-Ф. Обера), Низия («Царь Кандавл», балетмейстер М. Петипа) и др.
Т. Е. Кузовлева писала: «Филигранная техника Вазем была эталоном классического танца своего времени». Её мастерство отличалось холодновато-благородной манерой танца, виртуозностью. «Недостатком танцовщицы была холодность, лицо её оставалось равнодушным к происходящему на сцене. Проникновенности, душевной теплоты художественной изобразительности — вот чего не хватало Вазем», — эти слова отражали общее мнение об исполнении балериной партии Низии и многих других ролей.
Балетный критик А. А. Плещеев писал, что она отличалась не столько мимическими способностями, сколько «точностью и необычайной силой в танцах, самоуверенностью в двойных турах, безукоризненными стальными пуантами и художественною отделкой мельчайших деталей».
Известно, что балерина выступала также и на московской сцене в балетах «Пахита», «Зорайя, мавританка в Испании» и «Ночь и день» (последний балет был сочинён специально по случаю коронации Александра III). Но там она давала мало представлений. И связано это было с тем, что в 1883 году царь подписал указ о реформе московского балета, по которому часть московской труппы была уволена на пенсию, а часть перешла в Петербург. В своих воспоминаниях о спектаклях в Москве балерина рассказывала об упадническом настроении, царившем на московской сцене, а отсюда и неорганизованность — не поданые вовремя костюмы, откровенная несдержанность публики и тому подобное, мешавшее воплощению образов на сцене.
В начале 1884 года балерина танцевала партию Никии в балете «Баядерка» Л. Минкуса, что стало её последним полным выступлением.
Прощальный бенефис Екатерины Вазем, для которого она выбрала сцены из своих любимых балетов «Дочь фараона», «Бандиты», «Пахита» и «Камарго», состоялся 16 февраля 1884 года. Ей были торжественно преподнесены разные подарки, в том числе — лавровый венок, на вплетённых лентах которого были вышиты годы её работы в Мариинском театре: «1867—1884». От артистов балетной труппы балерина получила серебряный венок с выгравированными названиями 20 балетов, в которых она танцевала. О бенефисе и торжественном проводе со сцены выдающейся танцовщицы написали «Петербургская газета» и «Театральный мирок».

### Педагогическая деятельность
Через два года после ухода со сцены, Екатерина Вазем начала вести средние женские классы Петербургского театрального училища, заменив в этой должности Мариуса Петипа. Преподавала с 1886 по 1896 год. В своей педагогической деятельности Вазем ратовала за продвижение молодежи. Среди учениц: солистки Мариинского театра Анна Павлова (в младших классах), Ольга Преображенская, Матильда Кшесинская, Агриппина Ваганова. Среди других воспитанниц: Вера Трефилова, Любовь Егорова, Эльза Вилль и Мария Скорсюк.

Необыкновенно строгая, требовательная, она сразу ошеломляла учащихся, привыкших к апатичности и полному равнодушию в классе Л. И. Иванова.— А. Я. Ваганова
В 1896 году Вазем была уволена «вследствие введения новой системы в преподавании балетных танцев» и стала давать частные уроки. После российской революции октября 1917 года давала частные уроки, затем была вновь приглашена преподавать. Стажировавшийся у неё артист М. М. Михайлов оставил воспоминания об этих уроках.
Екатерина Оттовна Вязем скончалась в Ленинграде 14 декабря 1937 года в возрасте 89 лет.

## Книга воспоминаний
Екатерина Оттовна Вазем являет редкий пример балерины XIX века, оставившей после себя мемуары — «Записки балерины Санкт-Петербургского Большого театра. 1867—1884». Эти свои воспоминания она диктовала сыну, балетному критику Николаю (Нилу) Ивановичу Насилову (1887—1942), уже будучи в преклонном возрасте. Книга вышла в 1937 году и стала востребованной, так как в том же году при Ленинградском хореографическом училище открылось балетмейстерское отделение. Второе дополненное и уточненное издание мемуаров вышло в 2009 году. Воспоминания Вазем ценны тем, что отражают царившую в Большом и Мариинском театрах Санкт-Петербурга второй половины XIX столетия атмосферу, приводят характеристики артистов и балетмейстеров, оценки их творчества, обзор русской балетной критики, описывают нравы театральной публики и балетного начальства в лице многочисленных чиновников системы императорских театров.

## Семья
- Гринёв, Аполлон Афанасьевич — супруг в первом браке с 1871 по 1883 год (до его кончины), воронежский помещик, издатель газеты «Минута», балетоман[18].
- Насилов, Иван Иванович[К 1] — муж во втором браке с 1887 года, профессор Военно-медицинской академии[19][20].
  - Насилов, Николай Иванович — сын, балетный критик[21].

## Комментарии
1. ↑  Фамилия мужа и сына Е. О. Вазем передана как «Носилов» в орфографии 1-го издания «Записок балерины» 1937 года